# 金太郎温泉
金太郎温泉（きんたろうおんせん）は、富山県魚津市（旧国越中国）にある温泉。日本旅館協会（旧・日本観光旅館連盟および国際観光旅館連盟に加盟している。
この地域はかつて上杉謙信伝説も残る天神山麓の馬場田の坂と呼ばれた地で、金太郎にゆかりは無いが、温泉名はこの温泉の創業者・石黒七平が金太郎の様に健康になるようにという願いを込めて付けた『金太郎式入浴法』からとられた。
当初は中新川郡水橋町（現・富山市）に800坪の土地を用意したが、道場を作る話を聞いて黒部市や上新川郡大山町（現・富山市）などあちこちから勧誘を受けた（特に黒部市は宮野運動公園あたりの2万坪の土地を、上新川郡大山町も2万坪の土地を用意していた）。その後、いくつかの候補地の中から、眺めも良く、雪も少なく、国道8号の縁で交通の良い現在地に決定した。当初は2万坪の予定であったが、レジャー施設建設に対する地元の反対の声もあり、10,000坪の土地買収契約となり、最終的に13,000坪にてオープンした。

## 温泉街
株式会社金太郎温泉の経営する一軒宿の「金太郎温泉 光風閣」、および併設の日帰り入浴施設「カルナの館」などが存在する。
光風閣
一軒宿としては規模が非常に大きく、300坪の壁面大浴殿がある。
光風閣の名称は、清水公照による命名で、「北陸というところは曇りがちなところ、そこに明るさを願って」という意味が込められている。
なお、清水公照は館内の『金生麗水』の大壁画も手掛けている。
カルナの館
500坪の内湯（立山連峰パノラマ大浴殿）、300坪の庭園露天風呂を集客の柱にしている。健康を守る女神「カルナ」から命名されている。
内湯は国内最大級の屋内岩風呂で、四国から集めた奇岩・銘石5,000tを立山をイメージして高さ10mに積み上げている。
ゴールデンリバー
夏季営業のレジャープール。

### 過去に存在していた施設
ゴールデンランド（きんちゃん）
1984年3月15日に竣工し、3月18日に開園した遊園地。遊具は1983年に太閤山ランドにて開催されたにっぽん新世紀博覧会で使用されていた『サイクルヘリコプター』、『グレートポセイドン』、『マッドマウス』、『スーパースイング』の4種類。本館南側の駐車場に設置され、利用料金は1人1回200～300円であった。なお、冬季は休業していた。
カラオケハウス「やまびこ」
1989年6月1日にオープンしたカラオケハウス。その後増設を重ね、レーザーカラオケなどを備えた合計17室となった。
演芸館
創業当時の建物。本館の裏側（現在の壁画大浴殿・大宴会場棟が立地している場所）に位置していた。
旅館部
光風閣の前身にあたる宿泊施設。演芸館の南側と遊技場の海側2棟（うち1棟は食堂付き）
遊技場
創業当時、海側の旅館部と本館の間に位置していた。
旧大浴場
カルナの館の前身にあたる銘石大浴場。赤石は四国の仁淀川から貨車で運んで来たという（昔の狸の化身で、昭和の恩返しにやって来たといわれている）。後に長寿浴殿や露天風呂『寿光湯』が新設された。
遊歩道、わらび畑、しいたけ畑
創業当時、庭園に存在していた。

## 泉質
- 含硫黄 - ナトリウム・カルシウム - 塩化物泉（硫化水素型）で[11]、お湯は硫黄・鉄・塩分を含み、神経痛や胃腸痛をはじめ多くの病気に効能がある[11]。源泉温度は73.5℃[1]。
- 魚津市東尾崎字下田割に3本の源泉が存在し、深さが異なるが（金太郎温泉〔深さ770m〕、金太郎温泉2号井〔深さ1,020m〕、金太郎温泉3号井〔深さ1,000m〕[1]、いずれも約2万年前の海底火山に由来する堆積地層にあたる[19]）、泉質は同じで、pHは6.96、溶存物質は16,688mg/kgとなっている[1]。

## 沿革
- 1964年（昭和39年）
  - 12月15日 - 成伯サク泉の成伯成作により土質調査を兼ねて試験掘削（ボーリング）を同年12月20日まで実施[20]
  - 12月27日 - 現地用地買収契約成立[20]。
  - 12月28日 - 整地作業を開始[20]。
- 1965年（昭和40年）
  - 3月 - 大庭園造成の仮起工式[21]。
  - 4月1日 - 建設中の演芸館で大起工式を挙行[21]。
  - 4月7日 - 温泉掘削の申請書を富山県に提出（同年5月13日に認可される）[20]。
  - 4月9日 - 有限会社金太郎温泉天神山健康センター創立[21]。
  - 4月17日 - 温泉掘削のための起工式を挙行し[21]、翌4月18日に温泉掘削を開始[20]。
  - 6月13日 - 温泉を確認[20]。
  - 6月25日 - 創立総会[21]。
  - 6月26日 - 株式会社として登記し[21]、株式会社金太郎温泉天神山健康センター設立[20]。
  - 6月27日 - 第1号温泉自噴[20]。
  - 8月14日 - 金太郎温泉天神山健康センター開場式[22]。
  - 8月15日 - 一軒宿が開業[22]。開業時には建築コストを下げるため、1964年東京オリンピックの選手村本部の半分（残り半分はホテル佐渡ヶ島へ移築）、金沢大学教養部の校舎、中学校の体育館などの建築物が移築された[23]他、浴場には四国の仁淀川の赤石を使用し、全国の名石と樹木が配置された日本庭園がある[24]大衆ムードの高い温泉であった。開業当時は、選手村本部を使用した本館、演芸館、1号館、3号館、5号館のみでの開業であった[25]。
- 1971年（昭和46年）11月 - 長寿浴殿が完成[26]。
- 1972年（昭和47年）4月1日 - 2号館が日本観光旅館連盟（現・日本旅館協会）に加盟[26]。
- 1974年（昭和49年）
  - 4月17日 - 金太郎温泉労働組合が結成[27]。
  - 12月10日 - 開湯10周年を記念して『無始無終』が刻まれた石碑（高さ7.5m、幅2m、重さ55t）を本館前に建立[28]。
- 1975年（昭和50年）6月30日 - 駐車場完成[26]。
- 1976年（昭和51年）8月20日 - 労使決裂により労働組合が無期限ストライキに突入[29]、同年8月21日正午から実行され、同年7月2日に労働組合の委員長に傷害を加えた当時の社長の長男の解雇と第二組合員の不良分子解雇などを要求した[30]。ストライキは当時の社長、副社長の取締役辞任などにより同年11月2日に75日ぶりに解除され、同年11月6日に営業再開[29]。
- 1978年（昭和53年）
  - 3月23日 - レジャープール建設計画を承認[13]。
  - 4月22日 - レジャープール着工[13]。
  - 7月11日 - レジャープール「ゴールデンリバー」竣工。[13]
- 1981年（昭和56年）
  - 3月24日 - 新館（現在の光風閣）建設案を発表[13]。
  - 11月26日 - 新館の建設に着手[13]。
- 1982年（昭和57年）10月8日 - 光風閣本館竣工。同年10月13日オープン[3]。
- 1983年（昭和58年）
  - 4月1日 - 光風閣が国際観光旅館連盟（現・日本旅館協会）に加盟（No.500385）[3]。
  - 7月1日 - 国鉄周遊指定地となる[3]。
  - 11月6日 - 第一回ディナーショー開催（松尾和子）[3]。当時は和風旅館でのディナーショーは少なく、以降毎年、有名歌手をゲストに優雅な宴が催された[31]。
  - 12月27日 - 第2号温泉の温泉掘削を承認[3]。1号泉から浴場まで引湯すると湯温が低下していて冬場の湯温保持が課題となっていたところに黒部温泉病院の試掘に成功したのに刺激されて、掘削することを決めた[19]。
- 1984年（昭和59年）
  - 7月27日 - 温泉掘削申請書を富山県に提出（同年9月13日許可）[14]。
  - 11月18日 - 第2号温泉掘削の開抗式。以降1985年（昭和60年）2月28日まで掘削を実施した[14]。
  - 12月27日 - 第2号温泉自噴[14]。
- 1985年（昭和60年）6月25日 - 第2号温泉の利用許可申請を富山県に提出（同年7月24日許可）[14]。
- 1986年（昭和61年）
  - 7月25日 - 温泉利用許可申請（露天風呂）を富山県に提出（同年8月9日許可）[14]。
  - 8月13日 - 前述の第2号温泉を使用した、浴場庭園を改造した大露天風呂『寿光湯』が完成[32]。面積は1,000m2（完成当時は北陸一の広さ）[33]。命名は清水公照で『幸せに長生き出来るよう』『客の健康長寿と店の将来の発展及び栄光を祈る』という願いが込められている[32][33]。（当初はケアハウスや温泉病院の計画もあった）[33]
- 1987年（昭和62年）
  - 7月21日 - ふれあい「どうぶつ王国」が同年8月23日まで開催[34]。
  - 10月12日 - 光風閣新館建設案を了承[34]。
- 1988年（昭和63年）
  - 2月17日 - 光風閣別館着工[34]。
  - 7月28日 - 光風閣別館竣工[34]、同年8月1日にオープン。これに伴い、同年7月30日より旧館のうち宿泊棟部分（2号館）が解体される（選手村部分は後に改築され現存）[35]。
- 1989年（平成元年）6月1日 - カラオケハウス『やまびこ』オープン[15]。
- 1990年（平成2年）8月8日 - 壁画大浴殿・大宴会場棟着工[15]。
- 1991年（平成3年）7月6日 - 壁画大浴殿・大宴会場棟竣工。大宴会場は富山県内では最初の500畳であった[36]。
- 1992年（平成4年）8月24日 - 金太郎温泉に社名変更[37]。
- 1993年（平成5年）9月 - 富士通のUNIXコンピュータを使用し、三谷産業が温泉旅館向けに開発した新総合情報システム『Resort inn』を日本国内業界で初導入。これにより予約業務の円滑化などが可能となった[38]。
- 1994年（平成6年）
  - 5月18日 - 政府登録国際観光旅館（登録旅2265号）に登録される[39]。
  - 9月30日 - 『光風閣』が商標登録される[16]。
- 1995年（平成7年）
  - 1月27日 - 『プロが選ぶ日本のホテル旅館百選』に施設部門で選ばれる[39]。
  - 8月24日 - 社史『金太郎温泉30年のあゆみ』発行。
- 2003年（平成15年）
  - 1月14日 - 岩風呂・露天風呂（カルナの館）着工（これに伴い日帰り客も壁画大浴殿を利用可能とした）[40]。
  - 3月1日 - 大浴場の老朽化に伴う岩風呂・露天風呂（カルナの館）の起工式を挙行[41]。
  - 10月17日 - カルナの館竣工（前日の10月16日に竣工披露式）[12]。
- 2005年（平成17年）3月17日 - 第3号温泉自噴。これに合わせ大規模な熱交換設備を導入して、100%かけ流しによる温泉供給を開始した[42]。
- 2010年（平成22年）4月28日 - 露天風呂付客室およびラグジュアリーフロア『峰の界』竣工[43]。
- 2013年（平成25年）7月3日 - コンベンションホール『ガイア』竣工[44]。
- 2022年（令和4年）6月23日 - ステイラウンジ『MOKU』、ギフトショップ『北前船』、ダイニング『蔵』竣工[45]。
- 2024年（令和6年）7月11日 - 客室を改装。食事会場『瑞兆』も、ラグジュアリーフロア専用の『Dining 瑞兆』として全面改装[46]。

## 金太郎温泉を訪れた著名人
- 野際陽子（ロケで訪れた）[32]
- 田中実（同上）[32]
- 清水公照（光風閣の命名者。自身も寸暇を得て当温泉に訪れていた）[10]

## アクセス
- 北陸新幹線　黒部宇奈月温泉駅より送迎バスで約10分（宿泊者のみ）
- あいの風とやま鉄道　魚津駅より送迎バスで約10分（宿泊者のみ）、バスで約15分

## 関連記事
- 天神山温泉 - かつて付近で営業していた温泉宿。